# Leiopsammodius
Leiopsammodius är ett släkte av skalbaggar. Leiopsammodius ingår i familjen Aphodiidae.

## Dottertaxa tillLeiopsammodius, i alfabetisk ordning[1]
- Leiopsammodius abyssinicus
- Leiopsammodius acei
- Leiopsammodius aegialius
- Leiopsammodius balthasari
- Leiopsammodius belloi
- Leiopsammodius bolivianus
- Leiopsammodius chilensis
- Leiopsammodius desertorum
- Leiopsammodius deyrupi
- Leiopsammodius endroedi
- Leiopsammodius evanidus
- Leiopsammodius freyi
- Leiopsammodius gestroi
- Leiopsammodius globatus
- Leiopsammodius haruspex
- Leiopsammodius horaki
- Leiopsammodius implicatus
- Leiopsammodius indefensus
- Leiopsammodius indicus
- Leiopsammodius inflatus
- Leiopsammodius japonicus
- Leiopsammodius jelineki
- Leiopsammodius kenyensis
- Leiopsammodius laevicollis
- Leiopsammodius laevis
- Leiopsammodius litoralis
- Leiopsammodius liviae
- Leiopsammodius malkini
- Leiopsammodius manaosi
- Leiopsammodius martinezi
- Leiopsammodius modestus
- Leiopsammodius newcastleensis
- Leiopsammodius ocmulgeei
- Leiopsammodius pellucens
- Leiopsammodius placidus
- Leiopsammodius rufus
- Leiopsammodius santaremi
- Leiopsammodius scabrifrons
- Leiopsammodius seychellensis
- Leiopsammodius soledadei
- Leiopsammodius somalicus
- Leiopsammodius strumae
- Leiopsammodius subcililatus
- Leiopsammodius substriatus
- Leiopsammodius viti